# Periféria (film)
A Periféria (La Marge) 1976-ban készült színes, francia erotikus filmdráma. Walerian Borowczyk alkotása André Pieyre de Mandiargues azonos című, Goncourt-díjas regénye alapján készült, amely 1967-ben jelent meg. A főszerepeket a korszak két híres szexszimbóluma játszotta: az underground filmek sztárja, az amerikai Joe Dallesandro – aki akkoriban Európában dolgozott – és a híres-hírhedt Emmanuelle-filmekkel ismertté vált holland Sylvia Kristel.

## A cselekmény
|  | Alább a cselekmény részletei következnek! |

A szabadban önfeledten kergetőzik egy fiatal pár, Sigismond és Sergine. Házukba visszaérkezvén szenvedélyesen ölelkezni kezdenek, és megfogadják, hogy sohasem csalják meg egymást. Közben gyermekük a kertben játszadozik. Túl közel megy az úszómedencéhez, de szerencsére az idős házvezetőnő, Feline idejében közbeavatkozik. A fiatalokhoz látogatóba érkezik Antonin. A férfi arra kéri Sigismondot, hogy üzleti ügyben utazzon Párizsba. Sigismond vonakodik, Sergine-t is magával vinné, de az asszony inkább a gyerekkel maradna vidéken. Beszélgetés közben szóba kerül, hogy Párizs nem csupán a művészetek, hanem az érzéki örömök városa is. A fővárosban Sigismond felkeres egy régiségüzletet, ahol egy 1825-ből származó távcsövet vásárol. Nem szentel túl sok figyelmet az üzlet körül őgyelgő, kuncsaftra vadászó örömlányokra.
Közben egy lakásban egy férfi a strichelés fortélyaira tanít egy fiatal lányt. Később a lányt egy presszóban látjuk, amely a környékbeli prostituáltak egyik törzshelye. Rövidesen megjelenik egy arisztokratikus viselkedésű utcalány – Diana –, aki elzavarja az új lányt az ő asztalától. A helyiségben megjelenik Sigismond, akit Diana felcsíp: 200 frank a lány tarifája. Szobára mennek. Diana szakmája unott rutinjával lát neki a vetkőzéshez, ám a pénzt előre kéri. A kapott bankjegyet megvizsgálja a lámpafénynél. Mivel szerinte a pénz hamis, inkább fémpénzt kér a férfitől. Szerelmeskedés közben Sigismond Diana hajába túr. A lány méltatlankodik, mondván, hogy a frizurája többet ér a kapott 200 franknál. Sigismond erre szó nélkül ismét pénzt ad neki. Az aktust Diana azonban szemmel láthatóan unja. Később együtt elmennek egy erotikus műsorra, ahol sajátos megvilágítás mellett egy nő vetkőzőszámot mutat be. Diana kis időre eltávozik, igazából azért, hogy még itt is lebonyolítson egy gyors menetet egy újabb ügyféllel. Sigismondot közben megkörnyékezi két homoszexuális, mire a férfi Diana után megy, és rajtakapja a nőt alkalmi partnerével.
Sigismond elmegy a postára a leveleiért. Meglepődve veszi észre, hogy Feline írt. Az idős házvezetőnő szomorú tragédiáról számol be. A házaspár gyermeke a kertben játszott, s valahogy beleesett a hideg vízű medencébe. Nem kiáltott, vagy nem hallották meg. Mire megtalálták, már nem lehetett rajta segíteni. Sergine fájdalmában felrohant a házhoz közeli széltoronyba, ahonnan a mélybe vetette magát. Azonnal meghalt.
Diana közben rendületlenül folytatja a munkáját, éppen újabb kliens távozik tőle. A nő ezután visszamegy a törzshelyére, ahol ismét megjelenik Sigismond. Megint együtt mennek el. A szobában a férfi főtt tojást vesz elő, azzal játszadozik Diana csupasz testén. A nőnek tetszik a játék, a pár néhány mondatot is vált: mintha kezdenének közelebb kerülni egymáshoz. A szerelmeskedést a lány ezúttal talán még élvezi is. Sigismond ismét pénzt ad neki a tarifán felül. A plusz pénzből Diana később finom fehérneműt vásárol magának, amit a mosdóban vesz magára. A lányokat futtató férfi azonban rajtakapja. A szobájában vonja kérdőre Dianát. Ingerülten közli vele, hogy itt privát érzelmektől vezetve nem szabad senkinek se tetszeni. A fehérneműt leszaggatja a lányról, majd durván az ágyra löki, ahol közösül vele.
Sigismond újra találkozik Dianával. Azonnal 500 frankot ad neki. A lány kérés nélkül orálisan elégíti ki őt. Amikor végeznek, a kissé kábán mozgó Sigismond elől Diana elfut a lépcsőházban, a férfi hiába rohan utána. Visszatér a szállodai szobájába, újra elolvassa Feline levelét. Kocsijával útnak indul az éjszakai városban. Lelki szemei előtt hol Sergine arca jelenik meg, hol a házuk, ahogyan a tragédia után elképzeli. Nem érti, miért történt meg vele mindez, hiszen soha nem ártott senkinek, nem lopott, nem hazudott. Leáll az út mentén. Egy ott dolgozó, közönséges viselkedésű prostituált beszáll hozzá, de a férfi ingerülten reagál. Végül továbbhajt. Hajnal van már, mire egy néptelen helyen újra leparkol. A kesztyűtartóból fegyvert vesz elő. Hamarosan lövés dördül.
Diana éli tovább a megszokott életét. Törzshelyén egy fiatal srác próbálkozik nála, de sokallja a kért 200 frankot, és modortalan megjegyzés kíséretében elmegy. A közeli asztalnál üldögélő idősebb úr viszont átül a lányhoz, és azonnal átnyújtja neki a tarifa összegét. „Ez persze csak előleg” – jegyzi meg Diana, miközben hidegen előkelő mosollyal elteszi a pénzt.
|  | Itt a vége a cselekmény részletezésének! |

## Érdekességek
- Borowczyk több alkalommal forgatott André Pieyre de Mandiargues írásai alapján: az Erkölcstelen mesék (1974) és A romlás démonai (1978) egy-egy epizódja (A dagály, Marcelline) ugyancsak az író művei alapján készült, akárcsak a rendező utolsó játékfilmje, a Szerelmi szertartás (1988).

- A filmben a zenének nemcsak hangulatfestő szerepe van, hanem helyenként dramaturgiai funkciója is. Különösen észrevehető ez például Diana és Sigismond első szeretkezésének jelenetében, amikor aláfestő zeneként a 10cc I’m not in Love (Nem vagyok szerelmes) – esetünkben beszédes – című slágere szól. Egy másik jelenetben a prostituáltak egy kis teremben megható filmet néznek, melyben egy idősebb hölgy az életéről beszél, és egy érzelmes sanzont énekel. Mintha egy másik, nem kevésbé szomorú, de mégiscsak emberibb világ nyílna meg az örömlányok előtt. A szomszéd helyiségben azonban az egyik vendég harsány diszkóslágert (Afric Simone: Hafanana) indít el a wurlitzeren. A filmvetítés keltette varázslat elillan, a meghatott ábrándozásnak a zajos valóság vet véget. Diana és Sigismond utolsó találkozásának képsorai alatt a Pink Floyd nyugtalanítóan különös zenéje (Shine On You Crazy Diamond) hallható, mintegy előrevetítve a tragikus végkifejletet.

- A film nem ad magyarázatot arra, hogy az idilli boldogságban élő Sigismond miért enged Diana csábításának, és ezt egyes kritikusok hibaként rótták fel Borowczyknak. Szóvá tették azt is, hogy családja tragédiájának hírére a főszereplőn inkább egyfajta melankólia, semmint gyász vesz erőt, ami szerintük pszichológiailag nem hiteles, éppen ezért a film végi öngyilkosság sem tűnik logikusnak. Mások viszont épp azt tartották a Periféria érdemének, hogy szakítani próbált az erotikus filmek sablonjaival képi megoldásaiban éppúgy, mint a cselekmény felépítésében. A Periféria a kísértés, a bűn és a bűnhődés története eredeti és hangulatos vizuális megvalósításban, ám a Robert Bresson filmjeire jellemző gondolati mélységekig nem jut el.

- Az egyik jelenetben Sigismond ártalmatlan játszadozást folytat egy főtt tojással Diana meztelen testén: a tojást az örömlány aztán megeszi. Érdekes véletlen, hogy a Periféria elkészítésének évében forgatott Az érzékek birodalma című japán–francia filmben a főszereplők közötti szexuális kapcsolatban ugyancsak fontos – Borowczyk változatánál merészebb – szerephez jut egy főtt tojás.

- A Periféria bizonyos hasonlóságot mutat egy másik botrányfilmmel is, Bernardo Bertolucci Utolsó tangó Párizsban (1972) című alkotásával. Mindkét film férfi főszereplője elveszíti szeretett feleségét, mindketten a testiségben keresnek kiutat a fájdalom érzése elől, és mindketten tragikus véget érnek.

- A filmhez állítólag készült egy másik befejezés is, ám általában mindenhol a rendező által előnyben részesített tragikus fináléval forgalmazták a produkciót. Egyes internetes oldalakon olyan feltételezések is olvashatók, hogy a Perifériának létezik egy hosszabb, szexuálisan merészebb változata is, ezt az állítólagos verziót azonban hivatalosan egyelőre nem hozták forgalomba. (A film 2007 végéig bezárólag csupán Japánban jelent meg DVD-n.) A magyar mozikban nem volt látható a Periféria: elsőként a budapesti Örökmozgó filmszínház vetített belőle egy fekete-fehér kópiát az 1990-es évek elején, majd később a Magyar Televízió kétszer levetítette a színes változatot.

- Az NSZK-ban a filmet – nyilvánvalóan reklámcéllal – Emanuela ’77 címmel forgalmazták, hogy az érdeklődők a Sylvia Kristel nevével fémjelzett Emmanuelle-filmekre asszociáljanak. Az új cím azonban megtévesztő volt, mivel a Perifériának sem cselekményében, sem stílusában semmi köze nincs az említett kommersz erotikus sorozathoz, melynek jó hírét a Laura Gemser főszereplésével forgatott olasz Black Emmanuelle-filmek egyébként is jócskán megtépázták.

## Főszereplők
- Sylvia Kristel (Diana)
- Joe Dallesandro (Sigismond Pons)
- André Falcon (Antonin Pons)
- Mireille Audibert (Sergine Pons)
- Denis Manuel (a bajszos férfi)
- Emmanuel Franval
- Dominique Marcas
- Norma Picadilly (sztriptíztáncosnő)
- Camille Larivière
- Luz Laurent
- Louise Chevalier (Feline)
- Karin Albin
- Jean Lara
- Carlo Nell
- Dominique Erlanger
- Sylvaine Charlet
- Isabelle Mercanton
- Régis Porte (nem szerepel a stáblistán)
- Rosette (prostituált) (nem szerepel a stáblistán)